# Ilja Iwaniuk
Ilja Dmitrijewicz Iwaniuk (ros. Илья Дмитриевич Иванюк; ur. 9 marca 1993) – rosyjski lekkoatleta specjalizujący się w skoku wzwyż.
W 2012 był czwarty na mistrzostwach świata juniorów w Barcelonie, a w 2015 został młodzieżowym mistrzem Starego Kontynentu. Reprezentując autoryzowanych lekkoatletów neutralnych (Authorised Neutral Athletes) zajął w 2017 szóste miejsce podczas rozgrywanych w Londynie mistrzostw świata, a także zdobył brązowy medal mistrzostw Europy w 2018 w Berlinie (ustanawiając rekord życiowy). Brązowy medalista mistrzostw świata w Dosze (2019).
Rekordy życiowe: stadion – 2,37 (17 maja 2021, Smoleńsk); hala – 2,33 (26 lutego 2020, Moskwa).

## Osiągnięcia
| Rok  | Impreza                        | Miejsce   | Pozycja          | Wynik | Reprezentacja |
| ---- | ------------------------------ | --------- | ---------------- | ----- | ------------- |
| 2012 | Mistrzostwa świata juniorów    | Barcelona | 4. miejsce       | 2,21  | RUS           |
| 2013 | Młodzieżowe mistrzostwa Europy | Tampere   | 6. miejsce       | 2,21  | RUS           |
| 2015 | Młodzieżowe mistrzostwa Europy | Tallinn   | 1. miejsce       | 2,30  | RUS           |
| 2017 | Mistrzostwa świata             | Londyn    | 6. miejsce       | 2,25  | ANA           |
| 2018 | Mistrzostwa Europy             | Berlin    | 3. miejsce       | 2,31  | ANA           |
| 2018 | Puchar interkontynentalny      | Ostrawa   | 5. miejsce       | 2,24  | ANA           |
| 2019 | Halowe mistrzostwa Europy      | Glasgow   | el. – 9. miejsce | 2,25  | ANA           |
| 2019 | Mistrzostwa świata             | Doha      | 3. miejsce       | 2,35  | ANA           |